# Rów Mariański

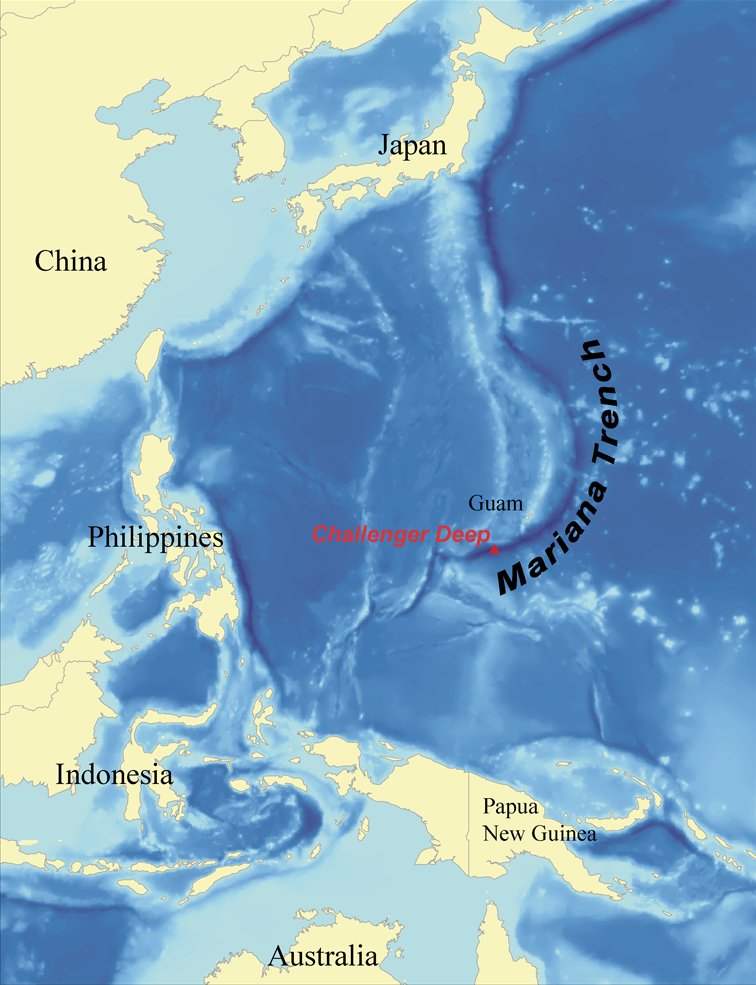
Położenie Rowu Mariańskiego

Rów Mariański – najgłębszy znany (10 911 ± 40 m p.p.m.) rów oceaniczny na Ziemi, położony w zachodniej części Oceanu Spokojnego, na południowy wschód od Marianów. Ciągnie się łukiem o długości ponad 2500 km. Wchodzi w skład systemu rowów oceanicznych tworzących zachodnie obrzeżenie płyty pacyficznej. Ścierają się w nim płyty pacyficzna z filipińską. Według radzieckich pomiarów (Witiaź, 1957) głębokość rowu wynosi 11 034 metry poniżej poziomu morza.

## Historia badań
Pierwszych pomiarów głębokości oceanu w tym miejscu dokonała ekspedycja okrętu HMS „Challenger” (grudzień 1872 – maj 1876), w czasie których dokonano sondowania (za pomocą lin i dźwigów) miejsca zwanego obecnie Głębią Challengera. W oparciu o dwa sondowania wyznaczono głębokość na 4475 sążni (8184 metry). Raporty z tej ekspedycji dostępne są w Internecie w ramach projektu Challenger Library.
W 1951 roku, około 75 lat po odkryciu, cały Rów Mariański łącznie z wchodzącą w jego skład Głębią Challengera był ponownie zbadany przez okręt Royal Navy również o nazwie HMS „Challenger”. Głębokość zmierzono przy użyciu bardziej precyzyjnej i prostej metody – echosondy. Pomiar wykazał wartość 5960 sążni (10 900 metrów) w miejscu o współrzędnych 11°19′N, 142°15′E. W trakcie badania operator korzystał ze słuchawek i naręcznego stopera, aby ocenić czas upływający między wysłaniem sygnału a nadejściem jego echa. W związku z niedokładnościami tej metody uznano, że rozsądnie będzie odjąć od wyniku wielkość podziałki w stosowanej skali (wynoszącą 20 sążni) i w oficjalnych raportach podano głębokość 5940 sążni (10 863 metry).
W 1957 roku sowiecka jednostka Witiaz (Витязь) wykonała pomiar głębokości z wynikiem wynoszącym 11 034 metry.

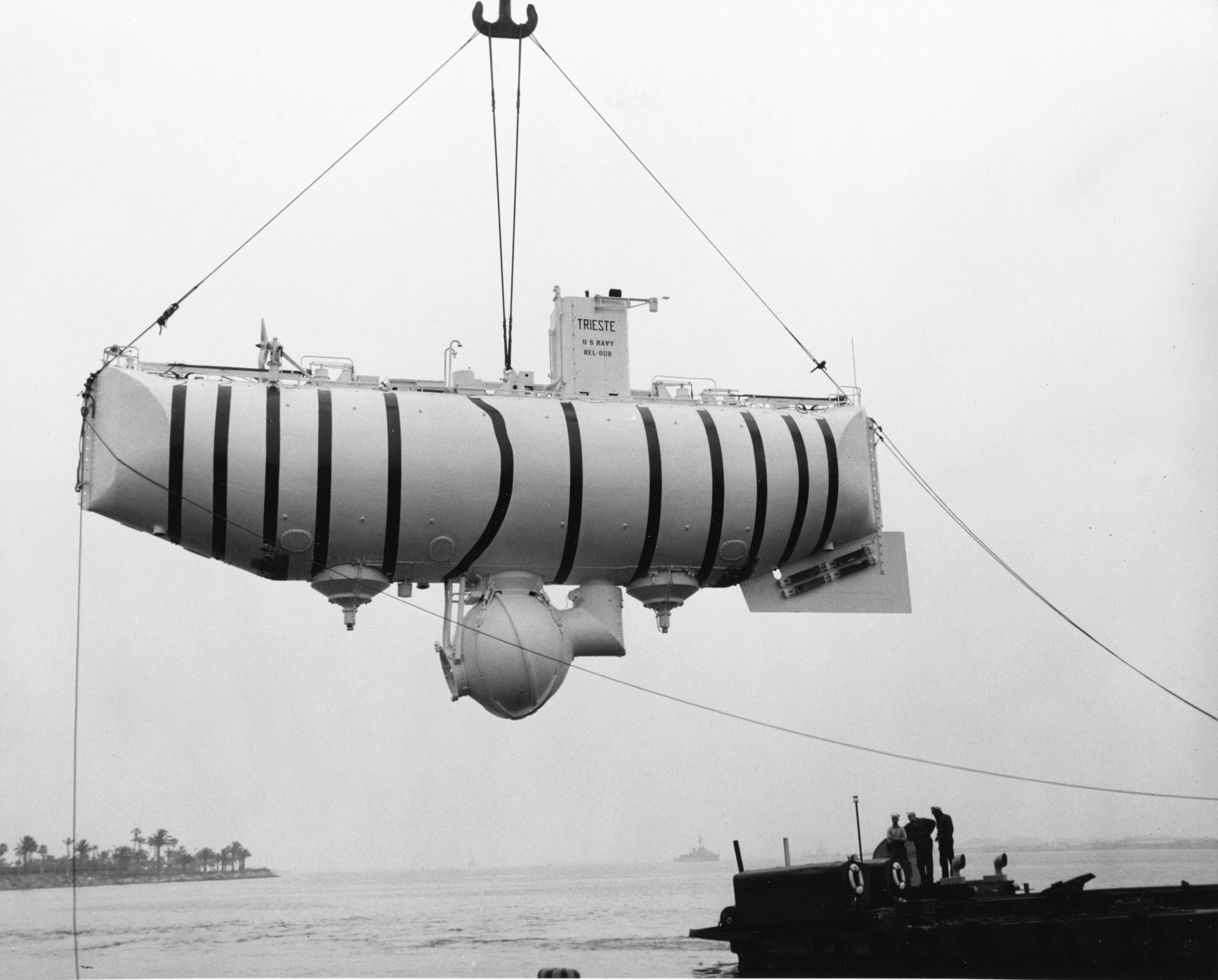
Batyskaf „Trieste”

Jako pierwsza dno Rowu Mariańskiego osiągnęła załoga amerykańskiego batyskafu „Trieste” o godzinie 13:06 23 stycznia 1960 roku
Na pokładzie byli porucznik marynarki wojennej USA Don Walsh i Jacques Piccard. System pokładowy wskazał głębokość 11 521 m, którą później zweryfikowano na 10 916 m. Walsha i Piccarda zaskoczyła obecność ryb na dnie: soli i flądry o długości około 30 cm oraz krewetek. Według Piccarda, „Dno było czyste i przejrzyste, pokryte mułem z obumarłych okrzemków”. Przez ponad 50 lat „Trieste” był jedyną jednostką załogową, która osiągnęła najgłębsze miejsce na Ziemi.
W 1962 roku statek M/V „Spencer F. Baird” wyznaczył głębokość na 10 915 metrów.
W 1984 roku Japończycy wysłali statek badawczy „Takuyō” (拓洋) w rejon Rowu Mariańskiego i przy użyciu wielowiązkowej, precyzyjnej echosondy wyznaczyli głębokość na 10 924 metry (wartość ta jest również podawana jako 10 920 ± 10 m).
Dokładniejszy pomiar wykonał japoński ROV (zdalnie sterowany robot podwodny) „Kaikō” (かいこう) 24 marca 1995 roku: 10 911 metrów. Kaikō został utracony 29 marca 2003 roku po ośmiu latach służby, w wyniku zerwania jednej z dodatkowych lin mocujących podczas tajfunu Chan-Hom.
Kolejne zanurzenie na głębokość 10 902 metrów nastąpiło 31 maja 2009 w Głębi Challengera, najgłębszym miejscu Rowu Mariańskiego, w pobliżu wyspy Guam, przy użyciu robota „Nereus”.
Pierwszego zanurzenia jednostki załogowej od 50 lat przy użyciu jednoosobowego batyskafu „Deepsea Challenger” na głębokość 10 898 metrów dokonał 26 marca 2012 (25 marca o godz. 22:00 czasu wschodniego) kanadyjski reżyser i oceanograf James Cameron, który zbierał materiały do filmu dokumentalnego.